# Medium Rare (Rick Wakeman)
Medium Rare is een muziekalbum van Rick Wakeman uit 2002. Het was een onderdeel van de Treasure Chest Box, maar werd ook apart uitgegeven.
Medium Rare bevat opnamen, waarvan Wakeman dacht dat ze verloren waren gegaan, maar die gedurende zijn lange loopbaan toch weer boven water zijn gekomen. Zo is de eerste track een registratie van de opnamen van de originele orgelpartij die is opgenomen voor Jane Seymour. Dit kerkorgel in St Giles-without-Cripplegate moest apart opgenomen worden van elektronische toetsinstrumenten, klavecimbel en drums, die later via de mengtafel werden ingevoerd. Beyond is een deel van Beyond the Planets dat nooit gebruikt werd. The Microcosmos Suite is van origine geschreven voor een computerspel en stond niet eerder op een album. Flyin’ was bestemd voor een film, die er niet kwam. De rest bestaat uit live-opnamen van matige kwaliteit, alleen voor de fans. 

## Tracklist
| Nr. | Titel                                                                                             | Duur             |
| --- | ------------------------------------------------------------------------------------------------- | ---------------- |
| 1.  | Jane Seymour                                                                                      | 4:45             |
| 2.  | Beyond                                                                                            | 1:45             |
| 3.  | The Microcosmos Suite (The sun,Callhinor,Egoniaga, Quiggin, Bodor, Healey-Kae, Quida, Kalum Koll) | circa 16 minuten |
| 4.  | Flyin’                                                                                            | 3:30             |
| 5.  | Robot Man / Paint It Black (zang Chrissie Hammond)                                                | 8:50             |
| 6.  | After Prayers (zang Chrissie Hammond)                                                             | 6:40             |
| 7.  | Your Move                                                                                         | 3:35             |
| 8.  | The Realisation                                                                                   | 3:45             |
| 9.  | The Suicide Shuffle                                                                               | 5:35             |

Cd 1 = The Real Lisztomania ·
Cd 2 = The Oscar Concert ·
Cd 3 = The Missing Half ·
Cd 4 = Almost Classical ·
Cd 5 = The Mixture ·
Cd 6 = Medium Rare ·
Cd 7 = Journey to the Centre of the Earth plus ·
Cd 8 = Stories